# Nikolaus Pevsner
Nikolaus Pevsner (ur. 30 stycznia 1902 w Lipsku, zm. 18 sierpnia 1983 w Londynie) – brytyjski historyk sztuki, zwłaszcza architektury, pochodzenia niemiecko-żydowskiego, działający od 1933 w Wielkiej Brytanii. Autor cenionych opracowań historii architektury europejskiej i angielskiej, zwłaszcza dotyczących ruchu modernistycznego oraz znanych przewodników po architekturze Anglii, Walii i Szkocji.

## Dzieła
- "Historia architektury europejskiej", Wyd. AiF, Warszawa 1976
- "Pionierzy współczesności: od Williama Morrisa do Waltera Gropiusa", Wydawnictwa Artystyczne i Filmowe, Warszawa 1978
- "Encyklopedia Architektury", Wydawnictwa Artystyczne i Filmowe, Warszawa 1992 (wspólnie z: John Fleming(inne języki), Hugh Honour(inne języki))